# Bessay-sur-Allier
Bessay-sur-Allier is een gemeente in het Franse departement Allier (regio Auvergne-Rhône-Alpes). De plaats maakt deel uit van het arrondissement Moulins. Bessay-sur-Allier telde op 1 januari 2022 1.384 inwoners.
De kerk Saint-Martin werd gebouwd in de 11e en 12e eeuw en was aanvankelijk de kerk van een benedictijner priorij.

## Geografie
De oppervlakte van Bessay-sur-Allier bedroeg op 1 januari 2022 34,6 vierkante kilometer; de bevolkingsdichtheid was toen 40 inwoners per km².
De Allier vormt de westelijke grens van de gemeente.
De onderstaande kaart toont de ligging van Bessay-sur-Allier met de belangrijkste infrastructuur en aangrenzende gemeenten.

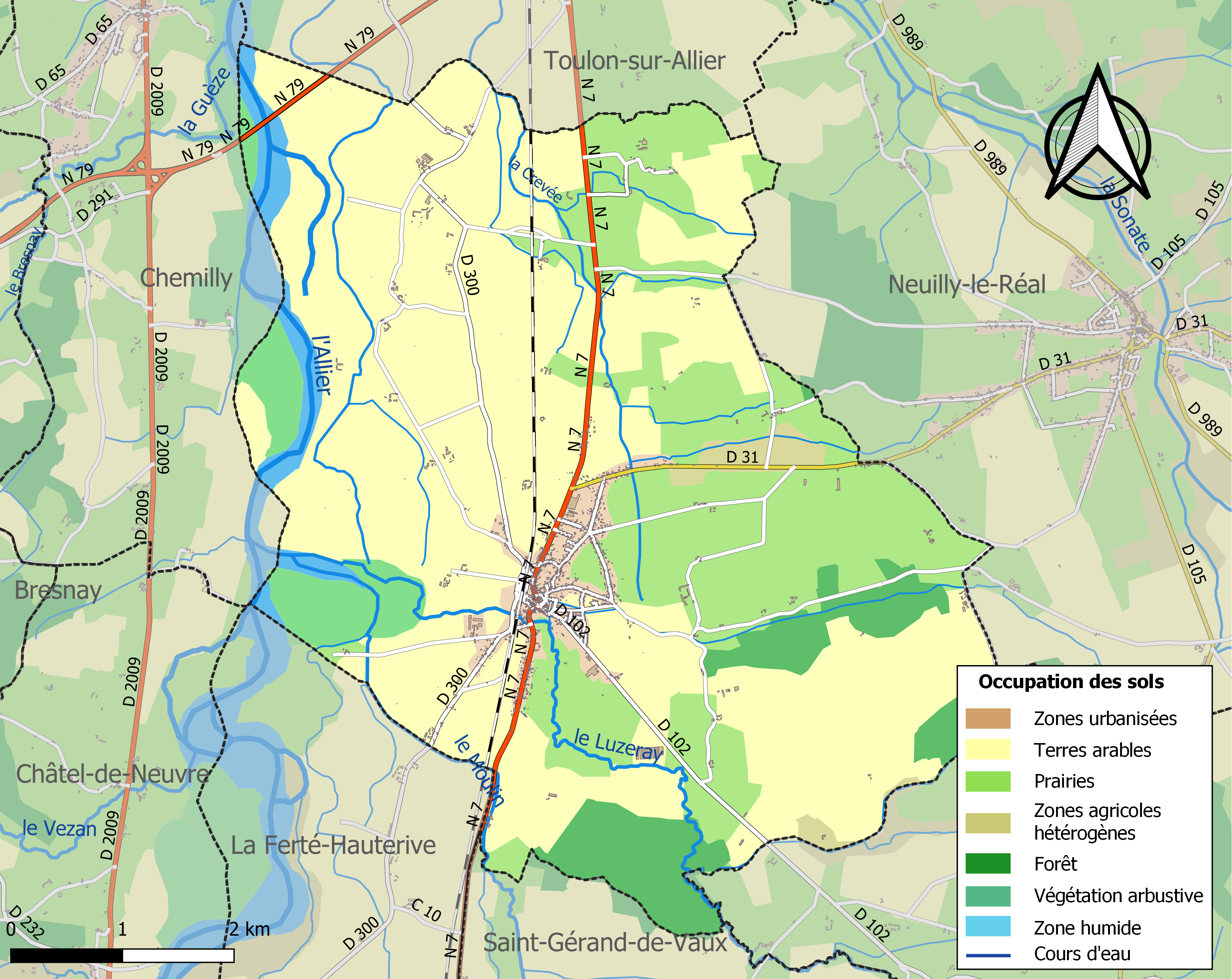

## Demografie
Onderstaande figuur toont het verloop van het inwonertal (bron: INSEE-tellingen).
Vanwege een beveiligingsprobleem met de MediaWiki Graph-software is het momenteel niet mogelijk deze grafiek weer te geven. Zodra de software is bijgewerkt zal de grafiek vanzelf weer zichtbaar worden.